# Hans Wagner
Hans Wagner, född 13 mars 1909 i Berlin, död 8 juni 1981 i Vlotho i Nordrhein-Westfalen, var en tysk fotograf och innehavare av vykortsförlaget Hans Wagner i Vlotho.
När modern gifte om sig 1921, flyttade Hans Wagner med henne till staden Vlotho. Han arbetade från 16 års ålder i butik, men blev arbetslös i början av 1930-talet. Han hade vid denna tidpunkt börjat fotografera sin hembygd och grundade 1932 ett förlag för vykortsutgivning i Vlotho. År 1937 blev han chef för bildarkivet på optikföretaget Leitz i Wetzlar.

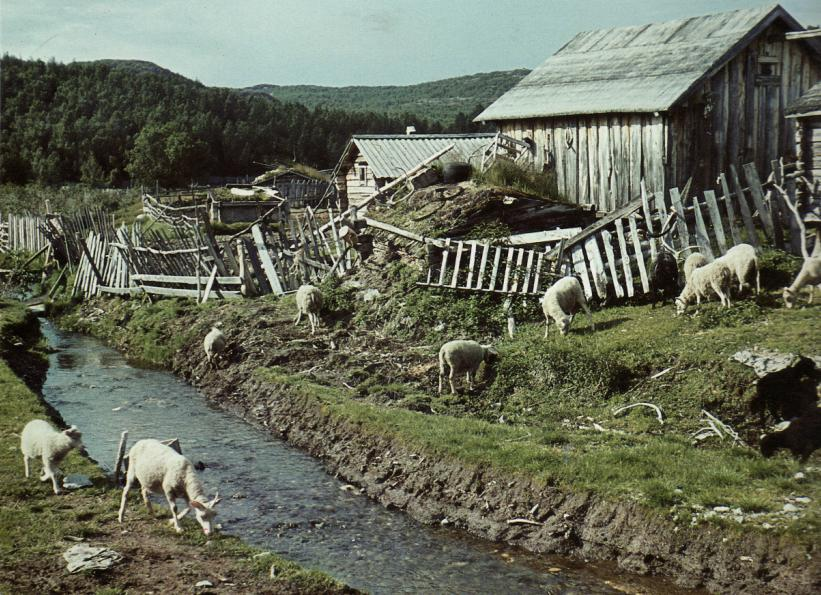
Kolttaköngäs (Borisoglebsk) i dåvarande Finland sommaren 1939

Han engagerades sommaren 1939 av Turistföreningen i Finland för att under en månads tid resa runt i landet för att ta färgbilder för en bilderbok, som skulle göra Finland känt i utlandet inför de planerade olympiska spelen i Helsingfors 1940. Hans Wagner guidades runt av fotografen Päivi Kosonen, som hade varit elev till Wagner vid fotokurser i Wetzlar. På grund av andra världskriget kom någon bok aldrig att publiceras enligt plan. Wagners bilder återfanns efter hans död 1985. De publicerades först postumt 1985 i bilderboken Viimeinen kesä (Sista sommaren). Namnet avsåg den sista fredstidssommaren 1939 före andra världskriget. Den finländska författaren Eila Pennanen skrev ett förord, i vilket hon ger en överblick över Finland under 1930-talet. I boken publiceras uppemot 200 av Wagners färgfotografier.  
Vid andra världskrigets utbrott anmälde sig Wagner som frivillig och arbetade som fotograf. I början fotograferade han i Berlin, och senare som frontfotograf i Europa och Nordafrika. År 1943 tillfångatogs han av de allierade och internerades i Kansas i USA. Efter återkomsten till Tyskland efter tre år hittade han sitt bildarkiv i Wetzlar, oförstört. Han gav sedan åter ut vykort mellan 1948 och 1977.

## Bildgalleri

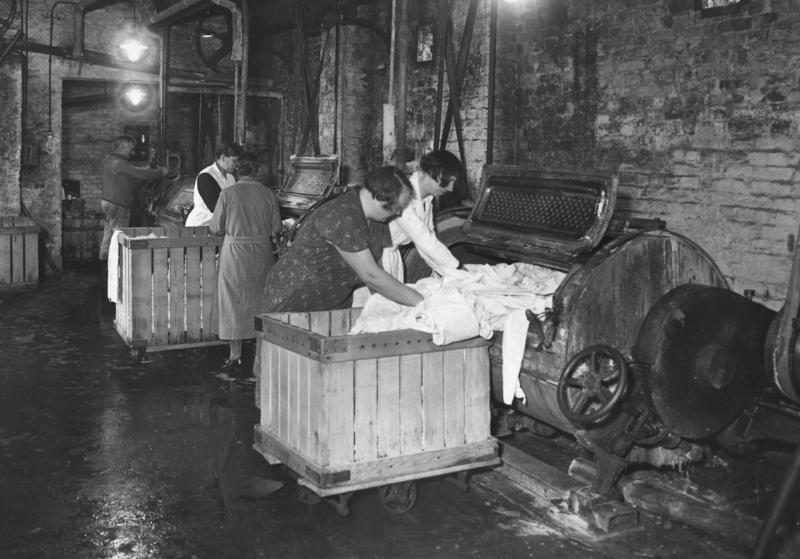
Stortvätteri 1936.
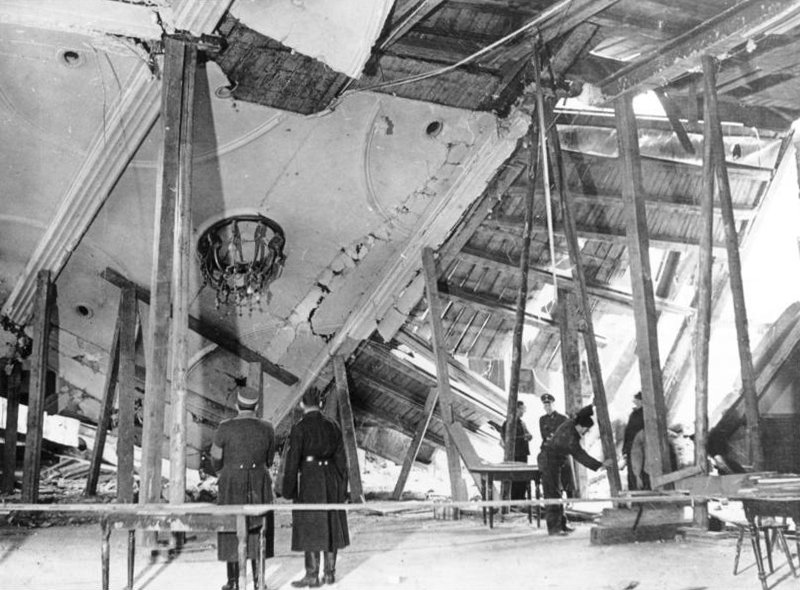
Bürgerbräukeller i München den 8 november 1939, efter bombattentat mot Adolf Hitler.
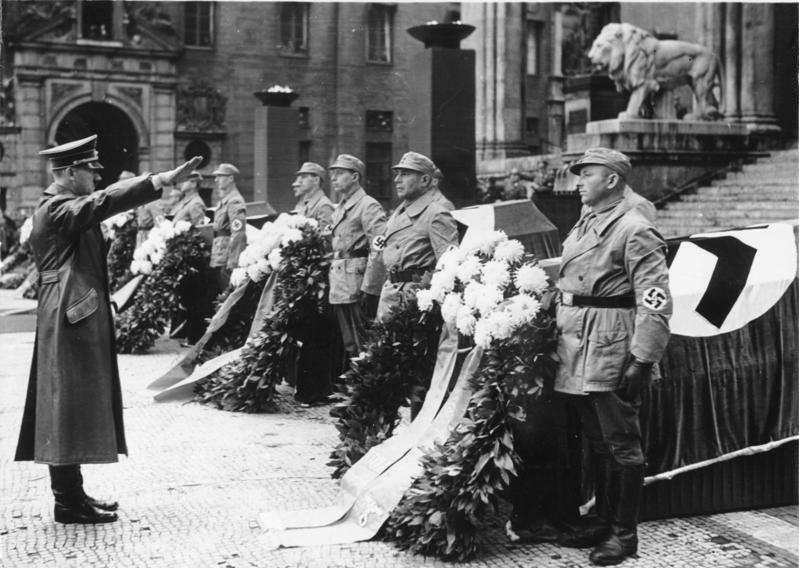
Adolf Hitler framför Feldherrnhalle i München den 1 november 1939.